# Chromatomyia suikazurae
Chromatomyia suikazurae este o specie de muște din genul Chromatomyia, familia Agromyzidae, descrisă de Mitsuhiro Sasakawa în anul 1993. Conform Catalogue of Life specia Chromatomyia suikazurae nu are subspecii cunoscute.